# Mentawaimalkoha
Mentawaimalkoha (Phaenicophaeus oeneicaudus) är en fågel i familjen gökar inom ordningen gökfåglar.

## Utbredning och systematik
Fågeln förekommer enbart i Mentawaiöarna utanför sydvästra Sumatra. Den kategoriserades tidigare underart till rödbröstad malkoha (Phaenicophaeus curvirostris), men gavs artstatus av Birdlife International och IUCN 2014, av IOC 2024.

## Status
IUCN kategoriserar den som livskraftig.